# Robert Thompson (golfer)
Robert Thompson (1957) is een Amerikaanse golfprofessional die sinds 2013 op de Europese Senior Tour speelt.
Thompson komt uit Houston, Texas. Hij werd in 1980 professional, gaf les op de Whispering Pines Golf Club in Trinity (Texas) en woont in Huntsville (Texas). 
In 1992 won hij de Tourschool van de Amerikaanse PGA Tour en in 2008 van de Champions Tour. Hij heeft op de Tours nog geen overwinningen behaald, maar vier top-25 plaatsen op de Champions Tour leverden hem in 2008 ruim US$ 200.000 op. 
Hij eindigde in februari 2013 op de 4de plaats bij de Tourschool voor de Europese Senior Tour 2013. 

## Gewonnen
- 2009: Senior PGA Professional National Championship